# 郭柏廕
郭柏廕（1807年—1884年），谱名弥广，字遠堂，福建侯官（今福州市）人，祖籍福清。清朝政治人物。

## 生平
少时聪敏好学，17岁时考中秀才。道光八年（1828年） 中举人。道光十二年（1832年）中进士，选翰林院庶吉士，散馆授编修。
道光十七年（1837年）任浙江道监察御史。次年，转山西道。道光十九年（1839年）转京畿道，升刑科给事中。道光二十三年（1843年），户部银库亏帑事发，柏蔭作为御史稽察，未能纠发，被夺官，不久授主事。咸丰三年（1853年），办理本省团练，以克服厦门、防守延平之功，擢为郎中。同治五年（1866年）任江苏布政使，并代理江苏巡抚。翌年冬升广西巡抚，改调湖北，署巡抚，代理湖广总督。同治八年（1869年），卸总督职，仍为巡抚。次年复署湖广总督，不久又专任巡抚。同治十年（1871年）镇压天地会反清运动。同治十二年（1873年）因病请辞。光绪元年（1875年）返回福州。
光绪十年（1884年）病卒，赐祭葬。

## 著作
著有《天开图画楼文稿》、《嘐嘐言》、《续嘐嘐言》、《变雅断章演义》等。其在福州之故居仍存，位于三坊七巷的黄巷4号。

## 家族
故居位于黄巷东段北侧5_6号，俗称“五子登科”宅。郭柏荫父亲郭阶三的五个儿子皆登科第，分别是郭柏心、郭柏蔚、郭柏荫、郭柏苍、郭柏芗。郭柏芗中举后，朝廷为郭家立了“五子登科”牌匾。
郭柏荫有六子：郭式昌、郭兆昌、郭名昌、郭傳昌、郭赞昌、郭懋昌。郭傳昌、郭式昌三子（郭曾炘、郭曾准、郭曾程）、郭式昌一婿（陈春瀛）共五人中进士（二人入翰林）。

## 延伸阅读
[在维基数据编辑]
 《清史稿/卷426》，出自趙爾巽《清史稿》